# Fixeur (film, 2016)
Pour plus de détails, voir Fiche technique et Distribution.
Fixeur (titre international : The Fixer) est un film roumain réalisé par Adrian Sitaru, sorti en 2016 et en France en mars 2017.
Il est présenté au Festival international du film de Toronto en 2016 dans la section Cinéma contemporain.

## Synopsis
Radu est un journaliste roumain ambitieux, ancien traducteur de français, qui travaille à Bucarest pour l'Agence France-Presse. Il fait venir de Paris son ami Axel pour lui donner l'exclusivité d'un reportage à faire sur une jeune mineure roumaine de quatorze ans, prostituée de force à Paris, et qui vient d'être rapatriée en Roumanie dans un foyer d'accueil à Bistrița en Transylvanie. Ce reportage serait selon les journalistes le prétexte de condamner le trafic d'êtres humains et la prostitution des mineures; mais entre intentions et réalisation qu'en sera-t-il vraiment ?

## Fiche technique
- Titre français : Fixeur
- Titre international : The Fixer
- Réalisation : Adrian Sitaru
- Scénario : Claudia Silisteanu et Adrian Silisteanu
- Pays d'origine : Roumanie
- Format : Couleurs - 35 mm
- Genre : drame
- Durée : 100 minutes
- Date de sortie :
  - Canada : 9 septembre 2016 (Festival international du film de Toronto)
  - France : décembre 2016  (Festival de cinéma européen des Arcs 2016)
  - Roumanie : 27 janvier 2017

## Distribution
- Tudor Istodor : Radu, le fixeur
- Mehdi Nebbou : Axel, le journaliste de Paris
- Diana Spatarescu : Anca, la jeune prostituée
- Andrei Gajzago : le passager manchot du train
- Nicolas Wanczycki : Serge, le caméraman

## Prix
- 2016 : Grand Prix au Festival de cinéma européen des Arcs 2016[3], prix du meilleur acteur pour Tudor Istodor.